# Сидоренко Євген Матвійович
Євге́н Матві́йович Сидоре́нко  (* 23 лютого 1862 — †після 1925), народоволець. У другій половині 70-х років XIX століття брав участь у революційно налаштованих гуртках гімназистів у Сімферополі, знаходився під секретним наглядом поліції. З 1880 р. студент Петербурзького університету; член «Народної Волі».
Брав участь у підготовці вбивства царя Олександра II.
Арештований у січні 1882 р., зісланий до Сибіру на 5 років.
Помер після 1925 в Одесі.